# Marian Poźniak
Marian Zygmunt Poźniak (ur. 14 października 1928 w Tłumaczu, zm. 17 listopada 2009 we Wrocławiu) – polski artysta plastyk. Absolwent Akademii Sztuk Pięknych w Krakowie. 

## Życiorys
W latach 1936–1945 mieszkał w Wilnie. Po wojnie studiował w latach 1947–1952 na Wydziale Malarstwa Akademii Sztuk Pięknych w Krakowie. Od 1953 pracował w Katedrze Rysunku, Malarstwa i Rzeźby Instytutu Architektury i Urbanistyki Politechniki Wrocławskiej. W latach 1980–1987 był kierownikiem Zakładu Rysunku, Malarstwa i Rzeźby Instytutu Historii Architektury, Sztuki i Techniki, a od 1994 do 2003 r. kierował Katedrą Rysunku, Malarstwa i Rzeźby Wydziału Architektury Politechniki Wrocławskiej. Od 1993 r. profesor na Wydziale Architektury Politechniki Wrocławskiej.
W 1953 r. został członkiem okręgu wrocławskiego Związku Polskich Artystów Plastyków. Od 1962 r. należał do Szkoły Wrocławskiej (późniejszej Grupy Wrocławskiej). Tworzył obrazy olejne, dużo szkicował, zwykle w nurcie realizmu, jednak zbliżał się do nurtu abstrakcji. Jego prace charakteryzują się bogatą i zróżnicowaną fakturą oraz ograniczoną paletą barw. W obrazach inspirował się głównie naturą, głównie pejzażami, rzadziej architekturą.
Odznaczony m.in. Krzyżem Kawalerskim Orderu Odrodzenia Polski, Medalem Komisji Edukacji Narodowej i Krzyżem Armii Krajowej.
Został pochowany 20 listopada 2009 na Cmentarzu Osobowickim we Wrocławiu.

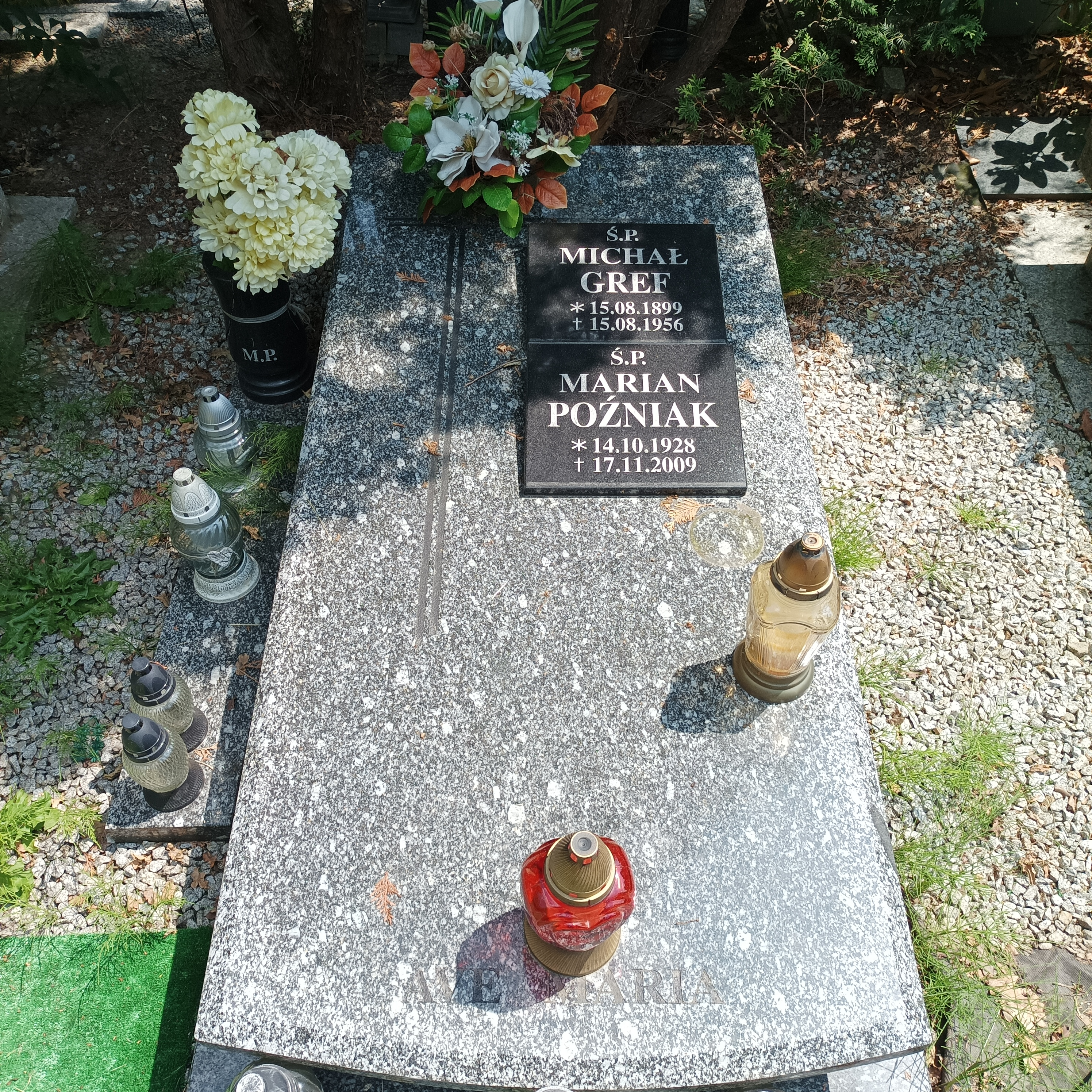
Grób Mariana Poźniaka na Cmentarzu Osobowickim

Przyjaźnił się z Edmundem Małachowiczem, z którym razem wrócił z Syberii